# City of Plymouth
Plymouth – dystrykt (unitary authority) w hrabstwie Devon w Anglii. W 2011 roku dystrykt liczył 256 384 mieszkańców.

## Miasta
- Plymouth

## Inne miejscowości
- Budshead, Compton, Devonport, Drake, Efford and Lipson, Eggbuckland, Ham, Honicknowle, Moor View, Peverell, Plympton Chaddlewood, Plympton Erle, Plympton St. Mary, Plymstock Dunstone, Plymstock Radford, Southway, Stoke, St. Budeaux, St. Peter and the Waterfront i Sutton and Mount Gould[4].